# David Unsworth
David Gerald Unsworth (ur. 16 października 1973 w Chorley) – piłkarz angielski grający na pozycji środkowego lub lewego obrońcy. W swojej karierze rozegrał 1 mecz w reprezentacji Anglii.

## Kariera klubowa
Swoją karierę piłkarską Unsworth rozpoczął w klubie Everton. W 1991 roku awansował do kadry pierwszej drużyny, a 25 kwietnia 1992 zadebiutował w Division One w zremisowanym 3:3 wyjazdowym meczu z Tottenhamem Hotspur. W 1995 roku wystąpił w wygranym 1:0 finale Pucharu Anglii z Manchesterem United. W sezonie 1995/1996 stał się podstawowym zawodnikiem Evertonu.
W 1997 roku Unsworth odszedł z Evertonu do West Hamu United za kwotę miliona funtów. W West Hamie swój debiut zanotował 23 sierpnia 1997 w przegranym 1:2 wyjazdowym meczu z Evertonem. W West Hamie spędził jeden sezon.
W lipcu 1998 roku Unsworth przeszedł za 3 miliony funtów do Aston Villi. Nie zadebiutował w niej jednak i miesiąc później wrócił do Evertonu. W zespole z Liverpoolu występował w podstawowym składzie. Po sezonie 2004/2005 odszedł do Portsmouth, w którym zadebiutował 14 sierpnia 2004 w zremisowanym 1:1 domowym meczu z Birmingham City i w debiucie zdobył gola. Na początku 2005 został wypożyczony z Portsmouth do Ipswich Town.
W sierpniu 2005 roku Unsworth został zawodnikiem Sheffield United. Swój debiut w nim zanotował 27 sierpnia 2005 w wygranym 2:1 domowym meczu z Coventry City. W Sheffield United grał do końca 2006 roku.
Na początku 2007 roku Unsworth przeszedł do Wigan Athletic. Swój debiut w Wigan zaliczył 13 stycznia 2007 w wyjazdowym meczu z Chelsea (0:4). W sezonie 2007/2008 grał w Burnley, a w sezonie 2008/2009 - w Huddersfield Town, w którym zakończył karierę.
| Sezon   | Klub              | Kraj   | Rozgrywki      | Mecze | Bramki |
| ------- | ----------------- | ------ | -------------- | ----- | ------ |
| 1991/92 | Everton           | Anglia | Division One   | 2     | 1      |
| 1992/93 | Everton           | Anglia | Premier League | 3     | 0      |
| 1993/94 | Everton           | Anglia | Premier League | 8     | 0      |
| 1994/95 | Everton           | Anglia | Premier League | 38    | 3      |
| 1995/96 | Everton           | Anglia | Premier League | 31    | 2      |
| 1996/97 | Everton           | Anglia | Premier League | 34    | 5      |
| 1997/98 | West Ham United   | Anglia | Premier League | 32    | 2      |
| 1998/99 | Aston Villa       | Anglia | Premier League | 0     | 0      |
| 1998/99 | Everton           | Anglia | Premier League | 34    | 1      |
| 1999/00 | Everton           | Anglia | Premier League | 33    | 6      |
| 2000/01 | Everton           | Anglia | Premier League | 29    | 5      |
| 2001/02 | Everton           | Anglia | Premier League | 33    | 3      |
| 2002/03 | Everton           | Anglia | Premier League | 33    | 4      |
| 2003/04 | Everton           | Anglia | Premier League | 26    | 3      |
| 2004/05 | Portsmouth        | Anglia | Premier League | 15    | 2      |
| 2004/05 | Ipswich Town      | Anglia | Championship   | 16    | 1      |
| 2005/06 | Sheffield United  | Anglia | Championship   | 34    | 4      |
| 2006/07 | Sheffield United  | Anglia | Premier League | 5     | 0      |
| 2006/07 | Wigan Athletic    | Anglia | Premier League | 10    | 1      |
| 2007/08 | Burnley           | Anglia | Championship   | 29    | 1      |
| 2008/09 | Huddersfield Town | Anglia | Division One   | 4     | 0      |

## Kariera reprezentacyjna
W latach 1994–1995 Unsworth rozegrał 7 meczów w reprezentacji Anglii U-21. Swój jedyny mecz w dorosłej reprezentacji rozegrał 3 czerwca 1995 roku przeciwko Japonii w ramach Umbro Cup 1995. Anglia wygrała wówczas 2:1.
| Mecze i gole w reprezentacji | Mecze i gole w reprezentacji | Mecze i gole w reprezentacji | Mecze i gole w reprezentacji | Mecze i gole w reprezentacji | Mecze i gole w reprezentacji | Mecze i gole w reprezentacji |
| #                            | Data                         | Stadion                      | Rywal                        | Wynik                        | Gol                          | Rozgrywki                    |
| 1995                         | 1995                         | 1995                         | 1995                         | 1995                         | 1995                         | 1995                         |
| ---------------------------- | ---------------------------- | ---------------------------- | ---------------------------- | ---------------------------- | ---------------------------- | ---------------------------- |
| 1.                           | 03.06.1995                   | Londyn, Anglia               | Japonia                      | 2:1                          | 0                            | Umbro Cup 1995               |